# Jesuína Marques
Maria Jesuína da Conceição Marques, mais conhecida por Jesuína Marques  (Lisboa, 20 de abril de 1850 — Tercena, 22 de fevereiro de 1911), foi uma atriz de teatro e bailarina portuguesa.

## Biografia
Nasceu a 20 de abril de 1850, em Lisboa, na freguesia de São Sebastião da Pedreira, sendo filha de Domingos Marques e de Tomásia da Conceição.
Tinha apenas 13 anos quando representou pela primeira vez na comédia A vizinha Margarida, num pequeno teatro improvisado de uma sobreloja da Rua de São Bento, à esquina do Largo das Cortes. O dono da casa era um belo homem, estabelecido com uma tabacaria na Rua da Esperança, em Santos. Os artistas eram dois filhos da casa, um deles com bastante habilidade. Ambos morreram de tuberculose pouco depois. Havia mais dois atores, Leopoldo de Carvalho, que depois foi ensaiador do Teatro Gymnasio e o seu irmão, Ernesto de Carvalho, professor distinto, que casou com uma filha da casa, que também nessa ocasião representou na peça Tio Torquato. António de Sousa Bastos também tomou parte neste espetáculo, recitando a poesia O Prego, de Eduardo Garrido, tendo Jesuína pedido ao afamado dramaturgo que lhe escrevesse uma cena cómica, que se intitularia A Castanheira, que a jovem atriz representou pela primeira vez num teatro construído na fábrica de tabaco em Santa Apolónia.

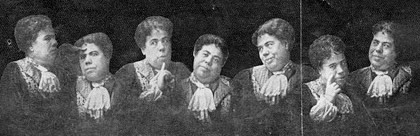
Expressões de Jesuína Marques (Biblioteca-Arquivo do Teatro Nacional D. Maria II, década de 1900).

Por este tempo era Jesuína bailarina e dançava já em teatros juntamente com Amélia Vieira e outras. Era dama principal a par de Amélia, da Sociedade Curiosidade Dramática. Quando foram criadas as aulas de declamação no Conservatório Nacional de Lisboa, dirigidas por Duarte de Sá, para lá entrou, indo depois dar provas públicas do seu progresso ao Teatro Nacional D. Maria II, onde obteve muito sucesso, ficando desde logo contratada. A peça da sua estreia profissional foi a comédia L'Autographe, de Meilhac, traduzida por Duarte de Sá com o título Duas lições numa só. Daí em diante começou a ser notada como atriz distinta e de grande utilidade no teatro. Em D. Maria fez, entre muitos outros papeis, sempre aclamada pelas suas qualidades, as seguintes peças: Guerra aos Nunes, Estroinas, Fernanda, O gaiato de Lisboa, O Morgado de Fafe, Os fidalgos da casa mourisca, Maria Antonieta, Minard & C.ª, Rédeas do governo e Casa Nova. O seu género predileto e para que tinha grande disposição, era de soubrette.
Saindo do D. Maria em 1870 por desentendimentos com a empresa, escriturou-se no Teatro Gymnasio, onde se estreou com grande êxito na comédia O Crescente da vizinha, traduzida por Gervásio Lobato, em que fez diversos papeis, entre eles um travesti de garoto. No Gymnasio desenvolveram-se e muito mais se manifestaram os seus recursos artísticos. De peça para peça ia firmando a sua reputação de excelente artista. Ainda bastante jovem, ganhou muito peso, apresentando em aparência uma idade muito mais avançada, facto que aproveitou magnificamente para desempenhar papeis de característica, nomeadamente mães nobres, tornando-se uma das mais célebres atrizes de característica do Teatro Português do século XIX. Saindo do Gymnasio escriturou-se no Teatro da Rua dos Condes e depois no Teatro Avenida, deixando bom repertório, tendo representado também no Teatro do Rato. Voltou depois ao Gymnasio, o campo das suas glórias, onde fez longa e aplaudida carreira e onde se tornou figura querida do público. Continuou festejada por longos anos, numa carreira de quase 48 anos.

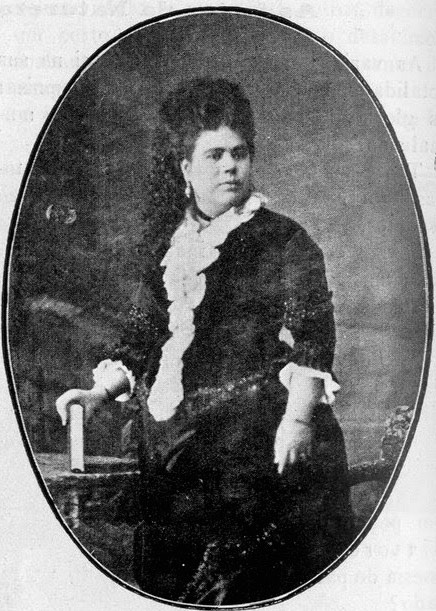
Retrato de Jesuína Marques (publicado na revista Serões, em 1911).

Em 1877 escrevia dela Gervásio Lobato: "Não existem nos nossos theatros muitas actrizes com as variadas aptidões de Jesuína. Tem talento, vocação, docilidade e modéstia. Não faz questão de papeis e estuda todos que lhe dão com egual consciência. Quando é preciso ser feia, sacrifica-se da melhor vontade e é feia."
Algumas das peças que desempenhou no Gymnasio, foram as seguintes: O comissário de polícia, Em boa hora o diga, O ganha-perde, Os amores do conselheiro, O Barba Azul, Talvez te escreva, A boneca, Caramba, Os filhos de Zebedeu, Na esquadra, Os engeitados, Jucunda, A carteira de D. Pepito, O poeta de Xabregas, Grande e horrível crime, A mulher bem falante, Receita dos lacedemónios, As noivas de Eneas, Verdades e mentiras, O pai-mãe, Tradições de família, Quarto independente, Explosão de paixões, O padre António, O pinto calçudo, O cão e o gato, Distrações da viuvez, Os noivos de Vénus, Anastácia e C.ª Lda., Na boca do lobo, Moisés, O filho da Carolina, Nova agência feminina, Trica espinhas, Mulher elétrica, Prima Anica, O olho da providência, Filha e sogra, entre outras, num repertório de não só comédia, como drama, opereta, ópera cómica, revista, monólogo, etc.
Após uma operação e já relativamente fraca, faz em 1909 uma digressão ao Brasil com a Companhia do Teatro Gymnasio sob a direção do Actor Vale, obtendo justa homenagem nos palcos brasileiros. A última peça em que participou foi Ir a Roma..., a 20 de janeiro de 1911, pouco antes de falecer, já visivelmente doente e apagada.
Faleceu a 22 de fevereiro de 1911, aos 60 anos de idade, na sua propriedade em Tercena, freguesia de Barcarena, concelho de Oeiras, tendo sido sepultada no Cemitério de Barcarena.
O Occidente escreve um artigo homenageando a falecida atriz, na edição de 20 de março de 1911, no qual se pode ler: "O teatro português perdeu uma das suas melhores actrizes da velha guarda, Jesuína Marques, que faleceu em 22 de fevereiro último, tendo representado ainda em 20 de janeiro, isto é, um mez antes, no teatro do Gimnasio, na peça Ir a Roma... O teatro do Gimnasio foi para ella o palco onde mais se afirmou o seu talento de actriz (...)".

É bisavó materna da artista Isabel Wolmar e seus irmãos.